# 阿卡 (芬兰)
阿卡（芬蘭語：Akaa）是芬兰皮尔坎马区一个使用“城市”称呼的市镇。该市镇是在2007年1月1日由两个市镇托伊亚拉和维阿拉合并而成的。2011年1月1日屈尔迈科斯基市镇也合并至该市。
阿卡市的总面积为314.39平方公里，其中水域面积为21.24平方公里。2017年5月底时居民人口为16,936。